# 素潜り漁師マサル
素潜り漁師マサル（すもぐりりょうしマサル、英語：Masaru.、1998年2月11日 -）は日本の漁師、Youtuber、起業家。幼少期によゐこの濱口優に憧れて素潜りを始め、現在は「漁師を稼げるようにする」ため、Youtuberとして素潜り漁をテーマとした動画配信を行うかたわら沖永良部島にて水産加工場の建設を目指している。

## 人物
東京海洋大学出身。2017年に魚突き＆魚捌きに特化したYoutubeチャンネルを開設し、2019年末に東京から鹿児島県の沖永良部島に移住。
コロナ禍に伴う水産物需要の低下で苦境に立たされる島の漁師たちが稼げる環境を作ることを目指し、開業資金1億円で自ら水産加工場をオープンした。
常食されなかったり、毒性のある魚介類についても積極的に漁獲または購入し、豊富な知識と共に動画内で解体し食する。投稿した動画には英語圏からのコメントなども多く見られる。